# Aldegonda van Maubeuge
Aldegonda van Maubeuge (630 – Maubeuge, 30 januari 684) is een heilige die geboren werd in Henegouwen. Ze was de dochter van de heilige Waldebert en van Bertilia. De heilige Waltrudis van Bergen was haar zuster. Om niet in het huwelijk te moeten treden met een haar toegewezen Engelse vorst, vluchtte ze weg. Door toedoen van bisschop Autbertus van Kamerijk werd ze opgenomen in een klooster (waarschijnlijk Bergen). In jongere versies van haar heiligenleven wordt haar de stichting van het klooster van Maubeuge, gelegen aan de Samber, toegeschreven. Daar zou ze als  abdis hebben gefungeerd.
Een scène waarin ze vaak wordt afgebeeld is dat ze de Samber oversteekt omdat ze een kuis leven wilde leiden. Daarbij helpen een of zelfs twee engelen haar. Volgens sommige verhalen werden haar voeten tijdens de oversteek zelfs niet nat.

Aldegonde op het wapen van de Belgische plaats Alken.

Aldegonda van Maubeuge wordt veelal voorgesteld als kanunnikes, met een staf in de hand. Boven haar hoofd vliegt soms een duif met (meestal) een zwarte sluier in zijn bek, die hij op haar hoofd legt. Dit zou gebeurd zijn toen ze van de heilige Amandus van Gent het ordekleed ontving. Meestal staat ze op een kroon, of op een scepter, zinnebeeld van haar afwijzing van een huwelijk met een koning.
Soms wordt Aldegonda voorgesteld met een kaars in de hand. Dat is een verwijzing naar de volgende legende: Toen ze, zoals elke avond, samen met haar zuster Waltrudis aan het bidden was, viel om onverklaarbare reden de kaars, die zoals gewoonlijk naast hen stond te branden, om. Toen Aldegonda de kaars weer recht zette, begon deze op miraculeuze wijze weer te branden.
Vaak wordt Aldegonda ook afgebeeld met een kruis of een rozenkrans.
Aldegonda van Maubeuge wordt aangeroepen tegen kanker, de ziekte waaraan ze zou zijn overleden. Ze wordt ook aangeroepen tegen kinderziekten, koorts, tetanus, zweren, hoofd- en keelpijn.
Aldegonda van Maubeuge' feestdag is 30 januari, die onder andere in Alken gevierd wordt. Een relikwie van Aldegonda wordt bewaard in de Sint-Amanduskerk te Wezeren in Vlaams-Brabant. Ook in de parochiekerk van Overwinden en Ezemaal, waar alle jaren rond haar naamfeest een novene wordt gehouden met verering van haar relikwie. In As is de Sint-Aldegondiskerk aan haar toegewijd.

## Hagiografie
- Vita prima S. Aldegundis, ed. Mabillon, Acta Sanctorum Ordinis S. Benedisti, deel II, 807-815 (BHL 244).
- Vita secunda S. Aldegundis, ed. J. Bollandus, Acta Sanctorum Januarii II, 1035-1040 (BHL 245).
- Vita tertia S. Aldegundis (door Hucbald van Elnone), ed. J. Bollandus, Acta Sanctorum Januarii II, 1040-1047 (BHL 247).
- Vita sexta S. Aldegundis, ed. J. Bollandus, Acta Sanctorum Januarii II, 1047-1050 (BHL 248).